# Z285/286次列车
Z285/286次列车，是中国铁路运行于首都北京至广西首府南宁的一趟直达特快列车，自2013年12月29日开行，现由南宁铁路局南宁客运段北京二车队负责客运任务，是广西壮族自治区继T5/6次列车（现为Z5/6次列车）、T287/290、T288/289次列车之后的第三趟进京特快列车。列车使用中国铁路25T型客车，沿京广铁路、衡柳铁路及柳南城际铁路运行，跨越北京、河北、河南、湖北、湖南、廣西六省市自治区，全程2495公里。其中北京西站至南宁站运行23小时14分，使用车次为Z285次；南宁站至北京西站运行23小时43分，使用车次为Z286次。

## 历史
随着中国-东盟自由贸易区的建成和深入发展，作为北部湾中心城市，南宁与首都北京的沟通、交流、人员往来更加密切。然而现有的南宁至北京西T5/6次、T189/190次列车已不能完全满足旅客往来的需求。有見於此，南宁铁路局决定在2013年下半年增开南宁到北京西的T285/286次列车。 
最早提起T285/286次列车是在2013年南宁铁路局“七一调图”前，但由于当时该列车车體和牵引机车并未到位，因此在该年7月1日并未开行该列车。
随着衡柳铁路和柳南城际铁路的建成通车，以及南宁铁路局从大连机车订购的和谐3C型电力机车到位并配属于柳州机务段，加上从浦镇车辆厂订购的3组25T型客车到位并配属于南宁车辆段，开通T285/286次列车的条件成熟，因此南宁铁路局借2013年底大规模调整运行图之时机，正式开行该列车。
2014年7月1日，铁路总公司大规模调整运行图。在此次调整中，T285/286次列车按直达特快列车標尺編排時間表，減少停站。调整之后，T285次列车北京西-武昌区间仅停靠石家庄站、郑州站，跟随T201次列车运行；T286次列车武昌-北京西区间仅停靠郑州站，跟随T16次列车运行。列车运用新型准高速电力牵引机车——和谐3D型电力机车。交路贯通，列车无需换挂，司机在武昌、衡阳跨局轮乘，全程时间大大缩短。T285次列车全程仅需23小时46分钟，T286次列车全程仅需23小时15分钟，从北京到南宁一天抵达。

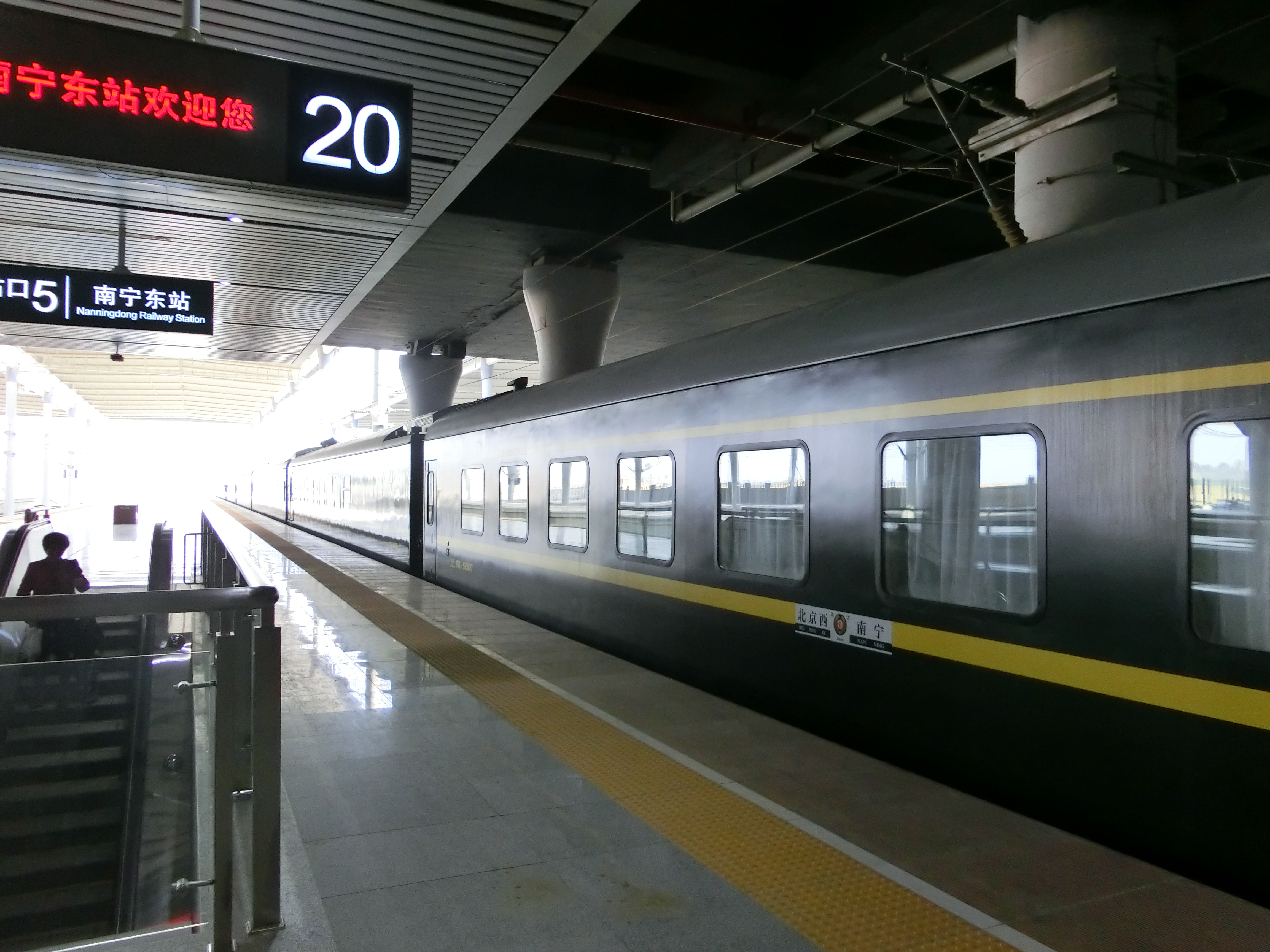
Z285/286次停靠在南宁东站

2014年12月10日，铁路总公司大规模调整运行图。在此次调整中，Z285/6次列车的时刻在T285/286次列车时刻的基础上进行变动，按直达特快列车标准安排时刻表，并更换浦镇厂生产的新型中国铁路25T型客车，由原T285/286次列车所运用车底的纯卧铺编组变为硬座、硬卧、软卧混编编组。变更车次为Z285/Z286次。

## 列车编组

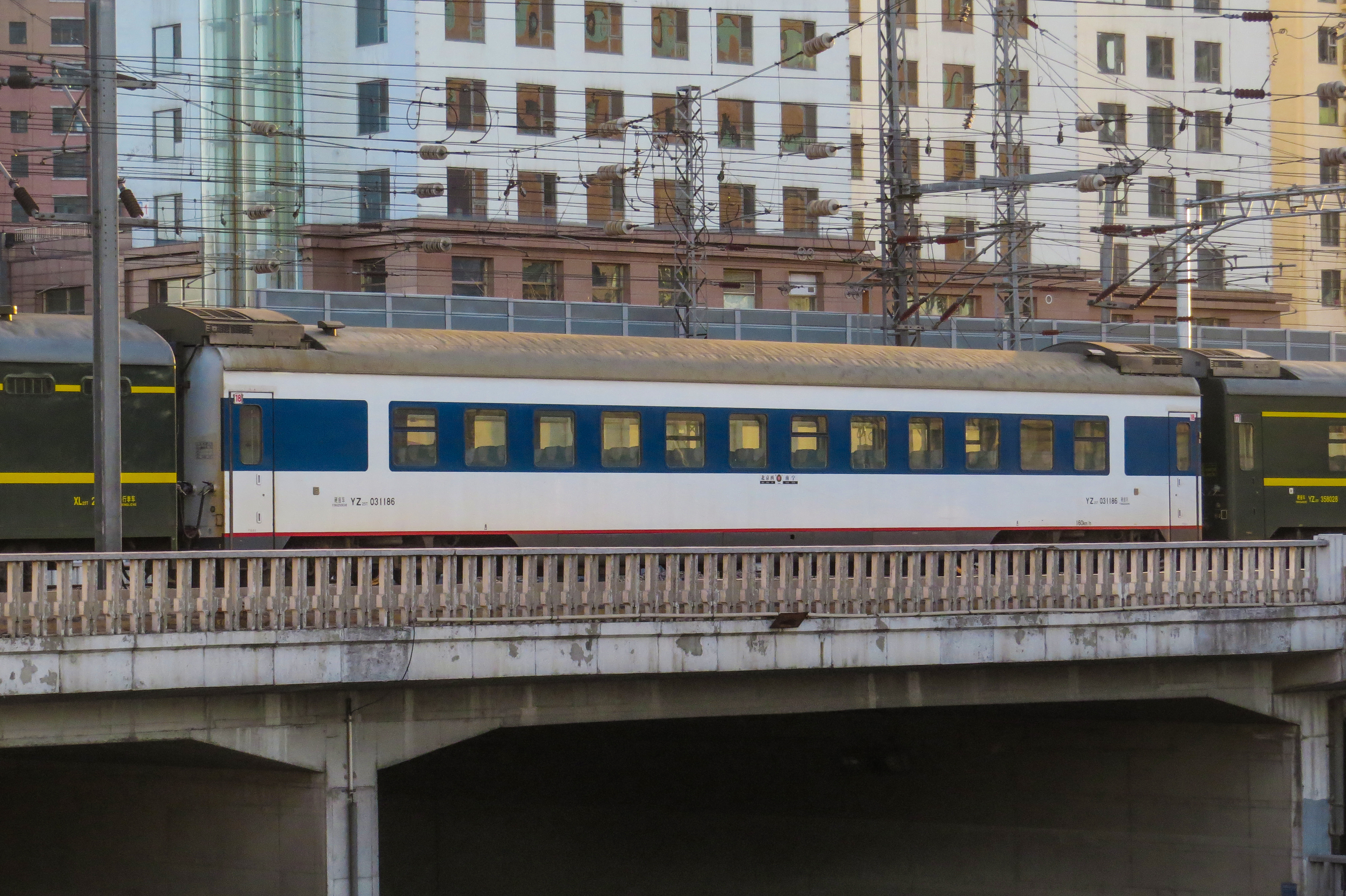
Z286次列车曾借调广西沿海铁路股份有限公司的25T型硬座车

Z285/286次列车使用配属南宁铁路局南宁车辆段的3组中国铁路25T型客车，该客车是国产25型系列客车的最新型号，最高运营时速达160公里，采用新型转向架和密接式车钩，大大减轻行车过程中的晃动，减少噪声的产生，增加了乘车的舒适性。客车上还备有充电设备，车厢里还配置有电视。
该列车采取19节编组，其中硬卧车9节（2号车欠编，9号车配备无障碍设施），软卧车4节，餐车1节，硬座车4节（15号车配备无障碍设施），行李车1节。
| 车厢编号 | 1-9          | 10-13        | 14         | 15-18        | 19           |
| 车型     | YW25T 硬卧车 | RW25T 软卧车 | CA25T 餐车 | YZ25T 硬座车 | XL25T 行李车 |

## 机车交路
在2013年12月29日南宁站首发T286次列车起，至2014年6月30日T285次列车终到南宁站为止，T285/286次列车在京广铁路北京西到武昌段采用北京铁路局北京机务段的韶山9G型电力机车牵引，武昌到衡阳段采用广州铁路集团长沙机务段的韶山8型电力机车牵引；在衡柳铁路和柳南城际铁路段采用南宁铁路局柳州机务段的和谐3C型电力机车牵引。
2014年6月30日，铁路总公司大规模调整运行图，当日南宁站发T286次列车，以及北京西站发T285次列车起，T285/286次列车全程采用北京铁路局北京机务段的和谐3D型电力机车牵引，中途不换机车。司机在武昌、衡阳跨局轮乘，全程时间大大缩短。而在T285/286次列车升级为Z285/286次列车后，该交路不变。
| 车站区段               | 北京西 ↔ 南宁                                                           |
| 本务机车 配属 司机更替 | 和谐3D型电力机车 京局京段 北京/武昌南/长沙/南宁司机在郑州/武昌/衡阳轮乘 |

## 时刻表
- 此时刻表自2023年7月1日起生效。

| Z285次 | Z285次 | Z285次 | Z285次 | 停靠站 | Z286次 | Z286次 | Z286次 | Z286次 |
| 里程   | 天数   | 到点   | 开点   | 停靠站 | 到点   | 开点   | 天数   | 里程   |
| ------ | ------ | ------ | ------ | ------ | ------ | ------ | ------ | ------ |
| 0      | 当天   | —      | 21:37  | 北京西 | 17:11  | —      | 第二天 | 2495   |
| —      | 當天   | ↓      | ↓      | 保定   | 15:45  | 15:48  | 第二天 | 2349   |
| 281    | 第二天 | 00:05  | 00:11  | 石家庄 | 14:28  | 14:34  | 第二天 | 2214   |
| —      | 第二天 | ↓      | ↓      | 安陽   | 12:37  | 12:39  | 第二天 | 1993   |
| —      | 第二天 | ↓      | ↓      | 新鄉   | 11:41  | 11:44  | 第二天 | 1886   |
| 689    | 第二天 | 03:38  | 03:44  | 郑州   | 10:46  | 10:52  | 第二天 | 1806   |
| 1225   | 第二天 | 08:23  | 08:29  | 武昌   | 05:54  | 06:00  | 第二天 | 1270   |
| 1587   | 第二天 | 11:46  | 11:24  | 长沙   | 02:25  | 02:31  | 第二天 | 908    |
| 1773   | 第二天 | 13:49  | 13:55  | 衡阳   | 00:23  | 00:29  | 第二天 | 722    |
| —      | 第二天 | ↓      | ↓      | 永州   | 22:43  | 22:49  | 当天   | 586    |
| 2108   | 第二天 | 16:35  | 16:41  | 桂林北 | 21:03  | 21:10  | 当天   | 387    |
| 2272   | 第二天 | 18:12  | 18:36  | 柳州   | 19:19  | 19:34  | 当天   | 223    |
| 2484   | 第二天 | 20:30  | 20:38  | 南宁东 | 17:41  | 17:45  | 当天   | 11     |
| 2495   | 第二天 | 20:51  | —      | 南宁   | —      | 17:28  | 当天   | 0      |

## 评价
在Z285/286次列车开行前，从南宁始发的进京列车有T5/6次列车（现为Z5/6次列车）和T287/290、T288/289次列车。而Z285/286次列车的开行，在很大程度上缓解了北上客流的压力。